# Šalka vas
Šalka vas este o localitate din comuna Kočevje, Slovenia, cu o populație de 674 de locuitori.